# Kienberg (Berlin)
Der Kienberg, auch Hellersdorfer Berg genannt, ist eine Erhebung im Bezirk Marzahn-Hellersdorf in Berlin. Er ist 102,2 m ü. NHN hoch und liegt im Ortsteil Marzahn im Wuhletal zwischen der Cecilien- und Eisenacher Straße.
Der Kienberg ist, nach den Ahrensfelder Bergen (114,5 m) und vor der Biesdorfer Höhe (82,1 m), die zweithöchste Erhebung im Bezirk Marzahn-Hellersdorf.

## Geschichte

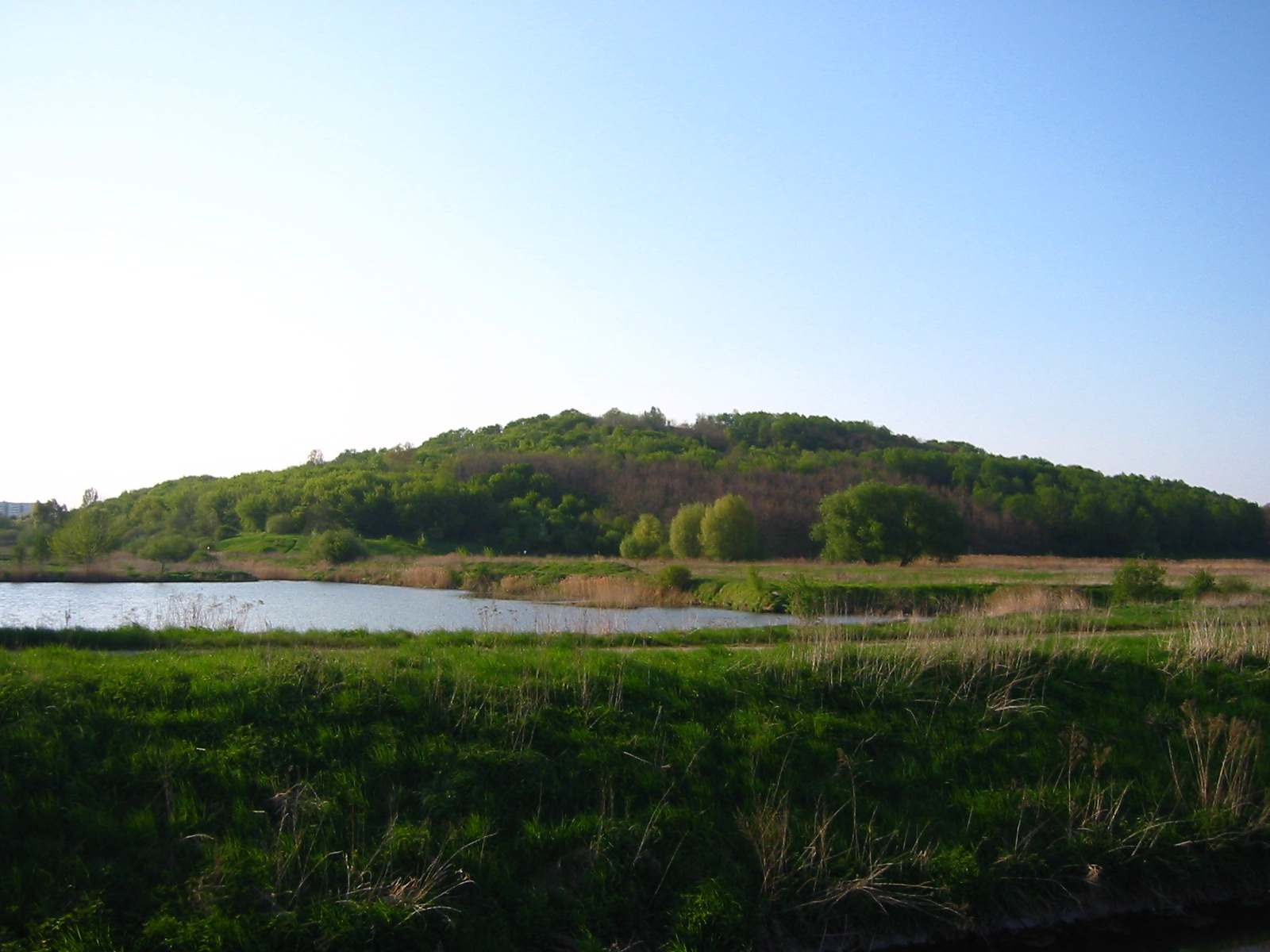
Blick von der Wuhle zum Kienberg

Ursprünglich war der Kienberg eine in der Eiszeit entstandene Anhöhe, die laut Vermessungsplänen 1822 Kiehnberg bzw. 1838 Langer Kienberg genannt wurde.
Bei Messungen 1966 hatte die Erhebung eine Höhe von 58,3 m und befand sich inmitten von Rieselfeldern. Auf der Anhöhe wurden in den Folgejahren Bau- und Trümmerschutt abgeladen. Zusätzlich wurde an diesem Ort der Bodenaushub der Großsiedlung Marzahn aufgeschüttet. Damit erreichte die Erhebung 1981 eine Höhe von 102,2 m. In dieser Zeit wurde er Marzahner Kippe, Müllkippe oder Hellersdorfer Berg genannt.
Mitte der 1970er Jahre wurde über Pläne nachgedacht, um den Kienberg herum ein Naherholungsgebiet mit Gondelteich und Ruderbootausleihe zu bauen. Diese Pläne wurden aber nie verwirklicht. 1987 wurde nördlich neben dem Kienberg die Berliner Gartenschau eröffnet. Heute befinden sich auf diesem Gelände die Gärten der Welt. Der größte Teil der Erhebung blieb von der Gartenschau unberührt. Am Ostfuß entstanden durch Anstauen der alten Wuhle Feuchtbiotope, die für viele seltene oder gefährdete Vogelarten als Brutreviere und als Laichgebiete für Reptilien dienen.
Pläne der Grün Berlin Park und Garten GmbH Ende der 1990er Jahre, den Kienberg in den Erholungspark zu integrieren, scheiterten am Protest der Bevölkerung. Mit Hilfe von EU-Fördermitteln wurden der Aufstiegsweg im Rahmen des Wuhlewanderweges neu angelegt und auf dem Plateau Bänke und eine Aussichtsplattform aufgestellt.
Im Jahr 2005 wurde um den Kienberg herum ein Rundweg angelegt, der ein kleines Stück westlich der Bobbahn zum Gipfel abzweigt. Von der Freifläche auf dem Gipfel kann man durch Sichtschneisen durch die Bäume den Stadtbezirk mit den Wohnsiedlungen zum Teil überblicken.
Auf der Erhebung und in den Gärten der Welt fand die Internationale Gartenausstellung 2017 (IGA 2017) statt, die ursprünglich für das Tempelhofer Feld geplant war.

## Kienbergpark

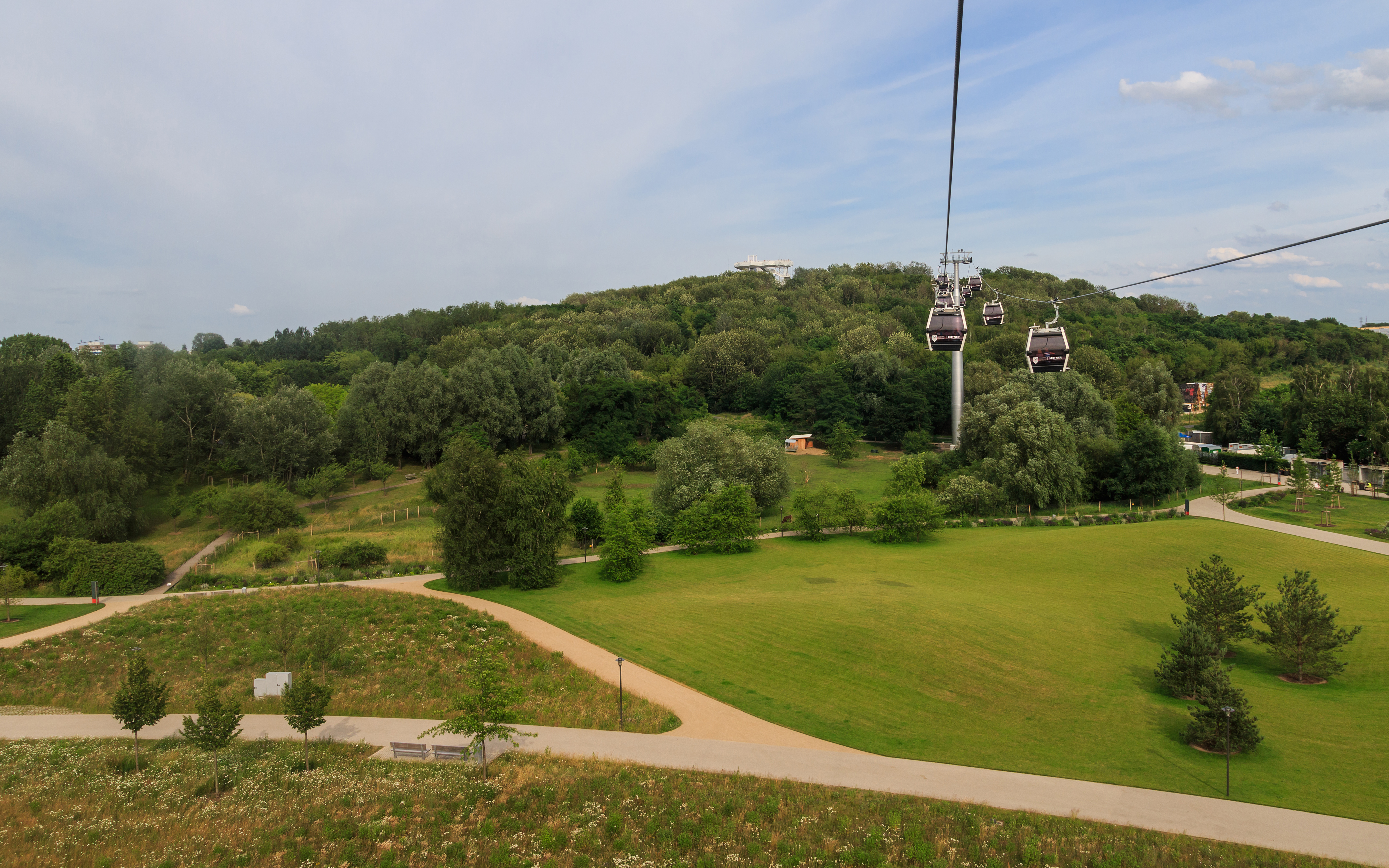
Internationale Gartenausstellung 2017 – Kienberg und Seilbahn

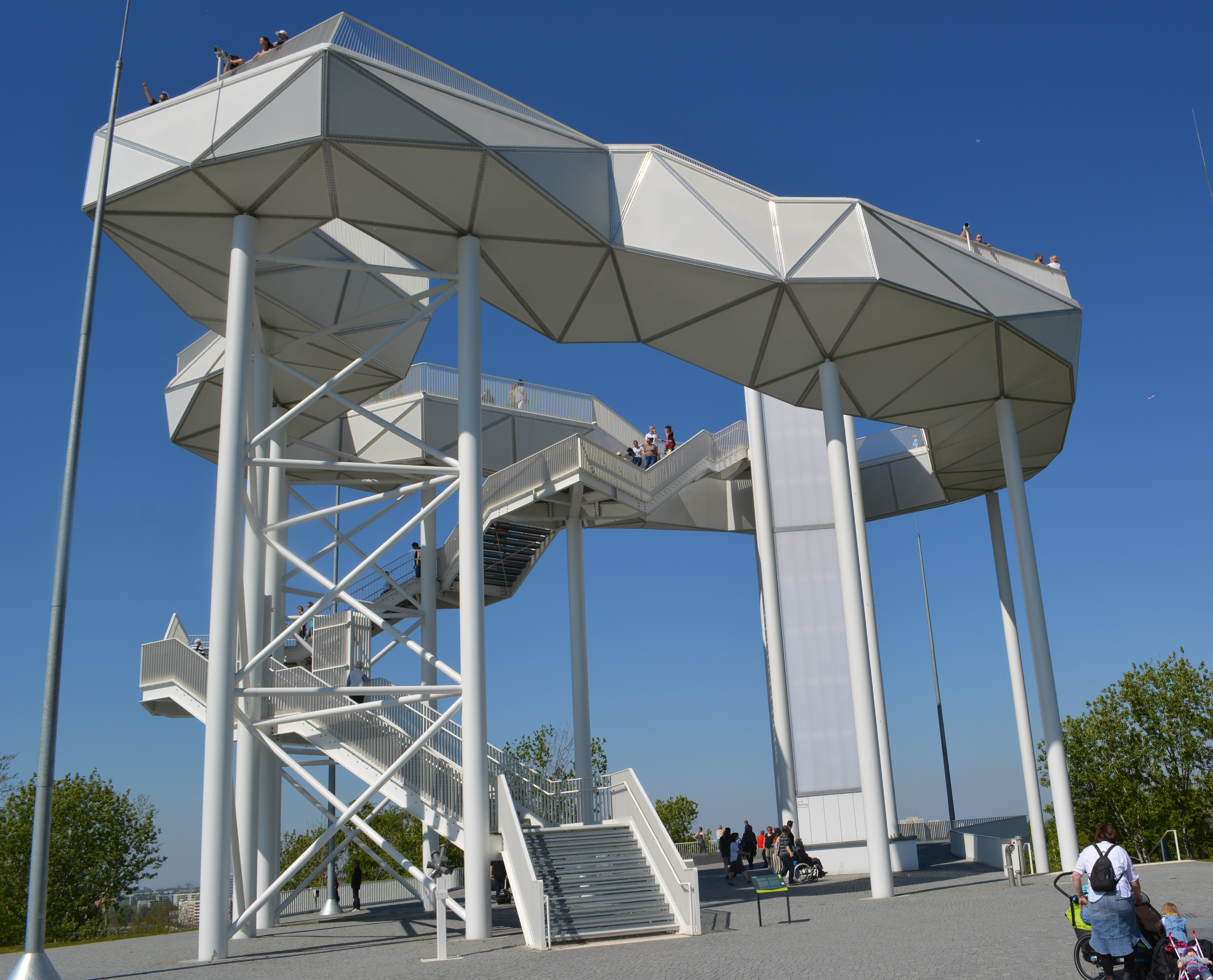
Wolkenhain

Zusammen mit den Gärten der Welt wurde das IGA-Gelände mit einer Fläche von etwa 100 Hektar rund um den Kienberg zum Erlebnispark. Er wird seit 2024 durch die Neupflanzung von rund 13.000 Gehölzen klimaresilient umgestaltet.

### Seilbahn
Für die IGA 2017 begann 2016 der Bau einer Seilbahn auf den Kienberg. Die 1,5 km lange Bahn führt von der Talstation Kienbergpark am U-Bahnhof Kienberg (Gärten der Welt) 43,2 Höhenmeter auf die Bergstation Wolkenhain in 102,2 m ü. NHN und von dort wieder 39 Höhenmeter hinab zur zweiten Talstation Gärten der Welt am Blumberger Damm in der Nähe des gleichnamigen Eingangs.  Die Fahrzeit beträgt fünf Minuten. Die Bahn hat 64 Kabinen, von denen sechs Kabinen über einen Boden aus Glas verfügen.

### Wolkenhain
Das Aussichtsbauwerk ist das weithin sichtbare Wahrzeichen des Kienbergparks. Es besteht aus ca. 170 Stahlknoten, die von Stahlstützen getragen werden. Die Gänge des Wolkenhains sind von einer lichtdurchlässigen Membran umschlossen, die bei Dunkelheit von innen in unterschiedlichen Farben beleuchtet ist. Am Wolkenhain befindet sich das Panorama-Café „Wolke Sieben“.

### Bobbahn
Auf der Nordseite des Kienbergs gibt es eine ganzjährig betriebene Natur-Bobbahn, die zeitgleich mit der Seilbahn ebenfalls von der italienischen Firma Leitner AG errichtet worden ist. Die Bobbahn wurde 2022 durch Brandstiftung zerstört.
Beim Wiederaufbau erhielt die Bahn 2024 statt eines Kettenantriebs ein Förderseil, einen zweiten Fahrkreisel und ein neues Schienensystem. Jeder der 22 Bobs wurde mit einem Fahrassistenzsystem zur Distanzkontrolle ausgestattet, damit er eigenständig abgebremst werden kann, um Auffahrunfälle zu verhindern. Die alte Strecke und die durch das Feuer zerstörten Betriebsgebäude wurden abgerissen. Für die neue Ticket- und Bergstation wurde das Fundament der ehemaligen Gebäude saniert. Der Betreiber, die Leitner Seilbahn Berlin GmbH, investierte 1,8 Millionen Euro in den Wiederaufbau. Im Juli 2024 wurde die Bobbahn wiedereröffnet.

### Jelena-Šantić-Friedenspark
Der Jelena-Šantić-Friedenspark am östlichen Ufer der Wuhle im Ortsteil Hellersdorf ist seit 2017 Teil des Kienbergparks.